# Cascina
Cascina es una localidad italiana de la provincia de Pisa, región de Toscana, con 43.000 habitantes.

Ubicación de la ciudad de Cascina dentro de la provincia de Pisa.

## Evolución demográfica
| Gráfica de evolución demográfica de Cascina entre 1861 y 2001 |
|                                                               |
| Fuente ISTAT - Elaboración gráfica por parte de Wikipedia     |